# Hypophthalmus
Hypophthalmus es un género de pez del orden de los Siluriformes; en la familia de los Pimelodidae. 

## Taxonomía
Este género ha sido clasificado dentro de su propia familia Hypophthalmidae.  Sin embargo,  ha sido reclasificado como un miembro de los  Pimelodidae; ya que está muy emparentado con Parapimelodus.
Hypophthalmus incluye cuatro especies:
- H. edentatus; saltón, piraiba o lechero.
- H. fimbriatus, mapará.
- H. marginatus.
- H. oremaculatus.[3]

## Distribución
H. edentatus se encuentra en el río Amazonas y en el Orinoco y sus afluentes, y en las costas de los ríos que desembocan en el Atlántico,  de Guyana y de Suriname. H. fimbriatus habita el Amazonas, en Santarém y el río Negro en Brasil y en Venezuela. H. marginatus se origina en los ríos Amazonas y Orinoco y en la mayoría de los ríos de Guayana Francesa y de Surinam. H. oremaculatus se encuentra en la cuenca del río Paraná, en Brasil, Paraguay,  Argentina.

## Descripción
Los peces de este género tienen piel sin escamas, tres pares de bigotes (uno maxilar y dos mandibular), y ojos pequeños localizados lateroventralmente en una posición cerca de la mitad media de la cabeza. El cuerpo es lateralmente comprimido, con una aleta anal grande en la base, que corre del ano al margen anterior del pedúnculo caudal. La aleta dorsal, la pectoral, y las pélvicas tienen una base angosta y falta de espinas. El margen posterior de la aleta caudal es o profundamente bifurcada o emarginada, dependiendo de la especie.

## Ecología
Hypophthalmus es inusualmente un pez neotropical en su hábit de comer  plancton, colectando plancton pasando agua sobre fina malla creada con numerosas, largas, delgadas branquias barredorass. H. edentatus se alimenta básicamente de crustáceos cladóceros, copépodos,  ostrácodos. También comen restos orgánicos y demás plancton. H. fimbriatus tiene una dieta de zooplancton, especialmente cladoceras y copepodas. H. marginatus come principalmente fitoplancton. H. edentatus sigue los movimientos verticales del plancton a través del día.
H. edentatus es una especie de zona pelágica que vive en grupos cerca de la superficie sobre partes muy barrosas. Los ovarios comienzan a desarrollarse en noviembre cuando el nivel del agua sube. Frezas fraccionales ocurren entre febrero y abril. La hembra pone de 50 000 a 100 000 huevos de acuerdo al peso corporal. Los jóvenes habitan las partes más bajas de arroyos, en estuarios, mientras los adultos más aguas arriba.
H. edentatus y H. marginatus son más comunes en rápidos y extremadamente limitados o inexistentes en aguas negras (agua servida). H. edentatus y H. marginatus están en los mismos hábitats; sin embargo, H. marginatus es más común en ríos y canales, mientras H. edentatus en pantanos, incluyendo lagunas estacionalmente inundadas. H. marginatus tiene una aleta caudal bifurcada, más eficiente en un hábitat con movimientos rápidos del agua. H. edentatus tiene una aleta caudal marginal, menos vulnerable al ataque posterior de pirañas muy abundantes en aguas lentas. H. fimbriatus puede restringirse a hábitats de aguas negras. H. edentatus es más común en lagunas y pantanos durante la estación seca, y se mueven en sabanas inundadas durante la estación de lluvias. H. marginatus prefiere estar en cuerpos permanentes de agua.